# Danilov (ville)
Pour les articles homonymes, voir Danilov.
Danilov (en russe : Данилов) est une ville de l'oblast de Iaroslavl, en Russie, et le centre administratif du raïon de Danilov. Sa population s'élevait à 14 522 habitants en 2020.

## Géographie
Danilov est située à 65 km au nord-nord-est de Iaroslavl, à 117 km au sud de Vologda et à 312 km au nord-est de Moscou.

## Histoire
Danilov est mentionné pour la première fois dans une chronique de 1592. Elle a obtenu le statut de ville en 1777.

## Population
Recensements ou estimations de la population
| 1856  | 1897* | 1913  | 1926* | 1931  | 1939*  | 1959*  |
| ----- | ----- | ----- | ----- | ----- | ------ | ------ |
| 2 900 | 4 286 | 4 800 | 7 974 | 8 700 | 15 486 | 16 902 |

| 1970*  | 1979*  | 1989*  | 2002*  | 2010*  | 2012   | 2013   |
| ------ | ------ | ------ | ------ | ------ | ------ | ------ |
| 17 500 | 17 500 | 18 857 | 17 245 | 15 861 | 15 625 | 15 450 |

| 2014   | 2015   | 2016   | 2017   | 2018   | 2019   | 2020   |
| ------ | ------ | ------ | ------ | ------ | ------ | ------ |
| 15 187 | 15 081 | 14 981 | 14 868 | 14 746 | 14 709 | 14 522 |

## Économie
La région de Danilov cultive : blé, seigle, avoine, orge, lin, pommes de terre ; élevage de bovins, ovins et porcins.
Danilov possède plusieurs industries :
- usine de machines à travailler le bois OAO Danilovski zavod derevoobrabatyvaïouchtchikh stankov (ОАО "Даниловский завод деревообрабатывающих станков")
- industries alimentaires (beurre, fromage, élevage de volailles)
- confection.

## Transports
Danilov est reliée par chemin de fer à Iaroslavl, Vologda et Bouï.